# 한국여자프로농구 2009-10
2009-2010 THE BANK 신한은행 한국여자프로농구는 한국여자프로농구의 20번째 시즌이다. 단일리그로 치러진 세번째 시즌이다. 2010년 10월 10일에 개막했으며 2010년 4월 8일까지 진행되었다.

## 변경된 점
- 공격적이고 박진감 넘치는 플레이를 유도하기 위해 일부 룰을 개정했다. 공격 리바운드를 잡아도 슛을 던질 때 공격제한시간이 14초 이상 남았을 경우 잔여 시간만 다시 주어진다. 14초 미만이었을 때는 14초를 주도록 했다. 종전에는 공격 리바운드를 잡으면 남은 공격제한시간에 관계없이 다시 24초의 공격시간을 쓸 수 있었다. 3점슛 거리도 50㎝ 더 멀어져 6.75ｍ가 됐다. 또 수비수의 행위를 제한해 공격 선수에게 유리하도록 노차지(no-charge) 구역을 설정해 공격적인 플레이를 이끌기로 했다.[1]

## 정규리그
정규리그는 2009년 10월 10일에 개막되어 2010년 3월 15일까지 진행되었다. 안산 신한은행 에스버드가 정규리그 4연패를 달성했다.
| 순위 | 팀                     | 경기 | 승 | 패 | 승차 | 참가 자격 및 강등 |
| ---- | ---------------------- | ---- | -- | -- | ---- | ----------------- |
| 1    | 안산 신한은행 에스버드 | 40   | 30 | 10 | —    | 플레이오프 진출   |
| 2    | 용인 삼성생명 비추미   | 40   | 23 | 17 | 7    | 플레이오프 진출   |
| 3    | 청주 KB 스타즈         | 40   | 21 | 19 | 9    | 플레이오프 진출   |
| 4    | 구리 금호생명 레드윙스 | 40   | 20 | 20 | 10   | 플레이오프 진출   |
| 5    | 부천 신세계 쿨캣       | 40   | 17 | 23 | 13   |                   |
| 6    | 춘천 우리은행 한새     | 40   | 9  | 31 | 21   |                   |

## 포스트시즌
플레이오프는 2009년 3월 19~24일에 걸쳐 진행되었고, 챔피언 결정전은 2009년 3월 31일 ~ 4월 6일에 걸쳐 진행되었다.

### 대진표
|  | 플레이오프 5판 3승제 | 플레이오프 5판 3승제   | 플레이오프 5판 3승제 |                      |   | 챔피언 결정전 5판 3승제 | 챔피언 결정전 5판 3승제 | 챔피언 결정전 5판 3승제 |  |
|  |                      |                        |                      |                      |   |                         |                         |                         |  |
|  | 1                    | 안산 신한은행 에스버드 | 3                    |                      |   |                         |                         |                         |  |
|  | 1                    | 안산 신한은행 에스버드 | 3                    |                      |   |                         |                         |                         |  |
|  | 4                    | 구리 금호생명 레드윙스 | 0                    |                      |   |                         |                         |                         |  |
|  | 4                    | 구리 금호생명 레드윙스 | 0                    |                      | 1 | 안산 신한은행 에스버드  | 3                       |                         |  |
|  |                      |                        |                      |                      | 1 | 안산 신한은행 에스버드  | 3                       |                         |  |
|  |                      |                        | 2                    | 용인 삼성생명 비추미 | 1 |                         |                         |                         |  |
|  | 2                    | 용인 삼성생명 비추미   | 2                    | 용인 삼성생명 비추미 | 1 | 3                       |                         |                         |  |
|  | 2                    | 용인 삼성생명 비추미   |                      |                      |   |                         |                         |                         |  |
|  | 3                    | 청주 KB 스타즈         | 0                    |                      |   |                         |                         |                         |  |

## 기록

### 개인 통계 기록
| 부문                   | 선수   | 팀                     | 기록    |
| ---------------------- | ------ | ---------------------- | ------- |
| 득점상                 | 김계령 | 춘천 우리은행 한새     | 20.08점 |
| 3점 득점상             | 박정은 | 용인 삼성생명 비추미   | 95개    |
| 3점 야투상             | 변연하 | 천안 KB 세이버스       | 43%     |
| 2점 야투상             | 하은주 | 안산 신한은행 에스버드 | 56.38%  |
| 자유투상               | 김은혜 | 춘천 우리은행 한새     | 89.58%  |
| 리바운드상             | 신정자 | 구리 금호생명 레드윙스 | 11.1개  |
| 어시스트상             | 전주원 | 안산 신한은행 에스버드 | 6.89개  |
| 스틸상                 | 이미선 | 용인 삼성생명 비추미   | 2.37개  |
| 블록상                 | 이종애 | 용인 삼성생명 비추미   | 2.77개  |
| 윤덕주상 (최고 공헌도) | 정선민 | 안산 신한은행 에스버드 | 1524.25 |

## 수상

### 정규리그 시상
| 상             | 수상자        | 팀                     |
| -------------- | ------------- | ---------------------- |
| 최우수선수상   | 정선민        | 안산 신한은행 에스버드 |
| 신인선수상     | 킴벌리 로벌슨 | 용인 삼성생명 비추미   |
| 우수수비선수상 | 양정옥        | 부천 신세계 쿨캣       |
| 식스우먼상     | 김보미        | 구리 금호생명 레드윙스 |
| 모범선수상     | 임영희        | 아산 우리은행 위비     |
| 지도상         | 임달식        | 안산 신한은행 에스버드 |
| 미디어스타상   | 이경은        | 구리 KDB생명 위너스    |
| 기량발전상     | 임영희        | 춘천 우리은행 한새     |

WKBL 베스트 5:
- G 이미선, 용인 삼성생명 블루밍스
- G 변연하, 천안 KB 세이버스
- F 정선민, 안산 신한은행 에스버드
- F 신정자, 구리 금호생명 레드윙스
- C 김계령, 춘천 우리은행 한새

### 라운드별 MVP, MIP
| 라운드  | MVP                             | MIP                             |
| ------- | ------------------------------- | ------------------------------- |
| 1라운드 | 박정은 (용인 삼성생명 비추미)   | 임영희 (아산 우리은행 위비)     |
| 2라운드 | 이미선 (용인 삼성생명 비추미)   | 김단비 (안산 신한은행 에스버드) |
| 3라운드 | 김계령 (춘천 우리은행 한새)     | 정선화 (천안 KB 세이버스)       |
| 4라운드 | 정선민 (안산 신한은행 에스버드) | 이경은 (구리 금호생명 레드윙스) |
| 5라운드 | 신정자 (구리 금호생명 레드윙스) | 김보미 (용인 삼성생명 비추미)   |
| 6라운드 | 신정자 (구리 금호생명 레드윙스) | 박언주 (용인 삼성생명 비추미)   |
| 7라운드 | 변연하 (천안 KB 세이버스)       | 양지희 (부천 신세계 쿨캣)       |
| 8라운드 | 변연하 (천안 KB 세이버스)       | 강아정 (천안 KB 세이버스)       |